# 唐津ジュニア音楽祭
唐津ジュニア音楽祭（からつじゅにあおんがくさい）は、毎年2月に佐賀県唐津市で開催される音楽コンクール。
2008年から始まり、入賞者から井上実優、カノエラナ、植木南央（HKT48）、たんこぶちん、がんばれ!Victoryなどを輩出している。

## 概要
毎年2月に佐賀県唐津市で開催されるバンドコンテスト。Zoom形式が増えているなか会場に来て生の演奏で1番を決める数少ない音楽コンクール。応募期間は前年10月から12月中旬で応募資格が大会時の年齢9才～23才の個人およびグループ。公式サイトから演奏した曲データーを送り、当日ステージに立てるバンドグループを10組程度選出する。佐賀県のみならず県外からも多く参加。過去にメジャーデビューするアーティストを数多く輩出。

## 歴史
2007年（平成19年）唐津教育委員会が子供の居場所を作るため音楽イベントを構想。若者たちの音楽活動を奨励し、表現・発表の機会の充実を図る。若者の持つ将来にわたる音楽的可能性を引出し、唐津におけるプロに通用する音楽人材の発掘・育成を図ると共に、音楽を愛する市民文化の醸成に資する目的。
2008年（平成20年）2月、地元の市民の力によりコンテストスタイルの音楽フェス「唐津ジュニア音楽祭」が唐津市民会館大ホールにて開催。『公益財団法人唐津市文化事業団』と『唐津ジュニア音楽祭実行委員会』の共催でスタートした。音楽を愛する未来のアーティストたちの発表の場として決勝ステージに10組程度が演奏・歌唱を披露。バンド技術を競う『ミュージック・コンテストの部』と、歌唱技術を競うヴォーカル・オーディションの部『小中学生の部』『高校生以上の部』の3部門でグランプリを決める。
2011年（平成23年）『2008年グランプリ』を受賞したがんばれ!VictoryがCDデビュー。7月にROCK IN JAPAN FESTIVAL 2011に史上最年少記録で出演。
2013年（平成25年）2月、『唐津ジュニア音楽祭2013』に家入レオがゲスト出演。同月7月、『2009年グランプリ』を受賞したたんこぶちんが現役高校生ガールズバンドとしてメジャーデビュー。
2016年（平成28年）7月、『2010年グランプリ』を受賞した井上実優がメジャーデビュー。武道館ライブを行った。同年8月、『2010年準グランプリ』を受賞したカノエラナがワーナーミュージック・ジャパンよりメジャーデビュー。『2016年グランプリ』を受賞した江藤香織は音楽番組『歌唱王』『THEカラオケ★バトル』に出演した。
2017年（平成29年）2月、『唐津ジュニア音楽祭2017』にたんこぶちんが凱旋LIVE。ゲストアーティストとして出演する。
2018年（平成30年）『バンド部門』『弾き語り部門』に名称が変更。
2019年（平成31年）2月、『唐津ジュニア音楽祭2019』にカノエラナが凱旋LIVE。ゲストアーティストとして出演する。
2021年（令和3年）出演するアーティストは決まっていたが、新型コロナウイルス感染症拡大防止のため大会を中止。同年3月、唐津市民会館が閉館。共催の『公益財団法人唐津市文化事業団』が外れ、次大会から『唐津ジュニア音楽祭実行委員会』の単独主催として再スタート。
2022年（令和4年）開催会場がボートレースからつイベントホールに移る。イベント名を『唐津ジュニア音楽祭LIVEパフォーム』に改名。開催日が『まん延防止等重点措置』発令により2月6日から3月20日に延期となった。

## 出場歴のある歌手・グループ
- がんばれ!Victory - 第1回（2008年）バンド部門グランプリ
- たんこぶちん - 第2回（2009年）バンド部門グランプリ
- 植木南央（HKT48・1期生） - 第2回（2009年）ヴォーカル部門小中学生の部グランプリ
- 井上実優 - 第3回（2010年）ヴォーカル部門小中学生の部グランプリ
- カノエラナ - 第3回（2010年）ヴォーカル部門小中学生の部準グランプリ
- 深川史那（電車でGO!!アーケード版テーマソング担当） - 第5回（2012年）ヴォーカル部門小中学生の部グランプリ
- 永吉愛 - 第9回（2016年）バンド部門準グランプリ
- Maika（Chilli Beans.ベース・ボーカル）[8] - 詳細非公開

## 結果

### バンドコンテスト
| 回数 | 開催年 | グランプリ                                          | 準グランプリ                                        |
| ---- | ------ | --------------------------------------------------- | --------------------------------------------------- |
| 1    | 2008年 | Victory                                             | MEAM                                                |
| 2    | 2009年 | たんこぶちん                                        | Victory                                             |
| 3    | 2010年 | K-ON                                                | QuarteR                                             |
| 4    | 2011年 | MANITT                                              | HONEY PIE                                           |
| 5    | 2012年 | 森ゆめな                                            | Chee Bur                                            |
| 6    | 2013年 | WEED                                                | O.G.I.                                              |
| 7    | 2014年 | WISDOM                                              | れーな                                              |
| 8    | 2015年 | 居石和也                                            | WISDOM                                              |
| 9    | 2016年 | PURAGA                                              | 永吉愛                                              |
| 10   | 2017年 | WISDOM                                              | CLAN、Mai                                           |
| 11   | 2018年 | SERAPH                                              | Lx                                                  |
| 12   | 2019年 | NO MUSICIAN                                         | second escape velocity                              |
| 13   | 2020年 | 浜崎音楽少年団                                      | Lx                                                  |
| 14   | 2021年 | 本戦開催中止※新型コロナウイルス感染症拡大防止のため | 本戦開催中止※新型コロナウイルス感染症拡大防止のため |
| 15   | 2022年 | ヨコシマズ                                          | マナミ様                                            |
| 16   | 2023年 | マナミ様                                            | イノウエチサﾄ                                       |
| 17   | 2024年 | YURI                                                | SCAR RED PEAKIES                                    |
| 18   | 2025年 | greentt                                             | INSIDE SPARK                                        |

### ヴォーカルコンテスト
| 回数 | 開催年 | 部門           | グランプリ   | 準グランプリ                                         |
| ---- | ------ | -------------- | ------------ | ---------------------------------------------------- |
| 1    | 2008年 | 小中学生の部   | 池田有希     | 名古屋灯子、中山侑大、保利のぞみ、中島大地、森ゆめな |
| 1    | 2008年 | 高校生以上の部 | ※ 該当者なし | 加茂瑞樹                                             |
| 2    | 2009年 | 小中学生の部   | 植木南央     | 谷口巧麿                                             |
| 2    | 2009年 | 高校生以上の部 | 白水貴大     | 石山幸輝                                             |
| 3    | 2010年 | 小中学生の部   | 井上実優     | 山口奈々（カノエラナ）                               |
| 3    | 2010年 | 高校生以上の部 | ※ 該当者なし | 加茂瑞樹                                             |
| 4    | 2011年 | 小中学生の部   | ※ 該当者なし | 井本うた                                             |
| 4    | 2011年 | 高校生以上の部 | ※ 該当者なし | 横尾晴菜                                             |
| 5    | 2012年 | 小中学生の部   | 深川史那     | 井本うた                                             |
| 5    | 2012年 | 高校生以上の部 | ※ 該当者なし | 入江菜子                                             |
| 6    | 2013年 | 小中学生の部   | ※ 該当者なし | 毛利優香、坂牧舞香                                   |
| 6    | 2013年 | 高校生以上の部 | 洲﨑大河     | 徳久礼奈                                             |
| 7    | 2014年 | 小中学生の部   | 日吉慶       | 志牟田真希                                           |
| 7    | 2014年 | 高校生以上の部 | ※ 該当者なし | 秀島伊織                                             |
| 8    | 2015年 | 小中学生の部   | ※ 該当者なし | 中村明日香                                           |
| 8    | 2015年 | 高校生以上の部 | 上野静香     | 膳美春                                               |
| 9    | 2016年 | 小中学生の部   | ※ 該当者なし | 中村明日香、吉岡菜乃香                               |
| 9    | 2016年 | 高校生以上の部 | 江藤香織     | 福田紘子、久賀奏美                                   |
| 10   | 2017年 | 小中学生の部   | ※ 該当者なし | 古川智保、茂山七菜                                   |
| 10   | 2017年 | 高校生以上の部 | ※ 該当者なし | 岩見啓明、土井富優佳                                 |
| 11   | 2018年 | 弾き語り       | 重優芽       | 南りお                                               |
| 12   | 2019年 | 弾き語り       | 野間優貴     | Hikari                                               |
| 13   | 2020年 | 弾き語り       | 来島エル     | 鶴田純子                                             |

## 主な審査員
- 橋村和徳 - キャンプ・イン・ミュージック・フェス「Karatsu Seaside Camp in 玄界灘」主宰者
- スピラ・スピカ - シンガーソングライター
- 西尾芳彦 - 唐津市出身の音楽プロデューサー
- 進藤健介 - 唐津ジュニア音楽祭 実行委員長

## 実行委員構成
- 主催:唐津ジュニア音楽祭実行委員会
- 後援:唐津市、唐津市教育委員会、ぴ～ぷる放送、FMからつ86.8MHz
- 実行委員長:進藤健介
- デザイン:河内野信恒
- 映像:西脇俊彦、藤岡継美
- 広報:八島大三、 山口伸英、野口桜湖
- 会計事務:熊本大貴
- 渉外:横井泉、山口剛、山崎幸治